# Comarque de Salnés
Salnés est une comarque de la province de Pontevedra en Galice (Espagne). 

## Municipios de la comarque
La comarque est composée de neuf municipios (municipalités ou cantons) : 
- Cambados
- O Grove
- A Illa de Arousa
- Meaño
- Meis
- Ribadumia
- Sanxenxo
- Vilagarcía de Arousa (chef-lieu)
- Vilanova de Arousa